# Distretto di Koppal
Il distretto di Koppal è un distretto del Karnataka, in India, di 1 193 496 abitanti. È situato nella divisione di Gulbarga e il suo capoluogo è Koppal.